# Viola trichopetala
Viola trichopetala là một loài thực vật có hoa trong họ Hoa tím. Loài này được C.C. Chang miêu tả khoa học đầu tiên năm 1949.